# Dina Perbellini
Dina Perbellini (née à Caldogno le 14 janvier 1901 et morte à Rome le 2 avril 1984) est une actrice italienne.  Elle est apparue dans plus de soixante films et séries télévisées entre 1934 et 1969 doublant aussi des films étrangers pour leur sortie en Italie.  Elle fait ses débuts au cinéma en 1934 dans  Seconda B 

## Filmographie partielle
- 1934 : Seconda B de Goffredo Alessandrini
- 1935 : Le Tricorne (Il cappello a tre punte) de Mario Camerini
- 1937 : Gli ultimi giorni di Pompeo de Mario Mattoli
- 1939 : Animali pazzi de Carlo Ludovico Bragaglia
- 1940 : Le Salaire du péché (La peccatrice) d'Amleto Palermi
- 1942 :  Oui madame de Ferdinando Maria Poggioli
- 1944 :  Les enfants nous regardent de Vittorio De Sica
- 1950 :  Miss Italie
- 1950 : Les Mousquetaires de la mer
- 1951 : Vacanze col gangster
- 1951 : Porca miseria  de Giorgio Bianchi
- 1952 : Le Manteau
- 1952 : Qui est sans péché ?
- 1952 : Heureuse Époque (Altri tempi - Zibaldone n. 1) d'Alessandro Blasetti
- 1953 : J'ai choisi l'amour (Ho scelto l'amore ) de Mario Zampi
- 1954 : L'Esclave du péché  (Schiava del peccato) de  Raffaello Matarazzo
- 1955 : Bataille devant Tobrouk d'Antonio Musu
- 1956 : Amours de vacances (Tempo di villeggiatura ) de  Antonio Racioppi
- 1960 : Le Bal des espions de  Michel Clément et Umberto Scarpelli
- 1960 : Il principe fusto de Maurizio Arena
- 1960 : Madri pericolose de  Domenico Paolella